# ℃-uteコンサートツアー2012春夏 〜美しくってごめんね〜
『℃-uteコンサートツアー2012春夏 〜美しくってごめんね〜』（キュートコンサートツアー2012はるなつ うつくしくってごめんね）は、℃-uteのコンサートツアー。2012年4月14日から6月30日まで開催された。DVD、Blu-rayは2012年8月15日にゼティマから発売された。

## 日程
5月19日は夜公演のみ、他は全て1日2公演。
- 4月14日・15日： 埼玉・サンシティ越谷市民ホール
- 4月22日： 東京・五反田ゆうぽうとホール
- 4月30日： 愛知・中京大学文化市民会館
- 5月3日・4日： 東京・中野サンプラザ

追加公演
- 5月19日・20日： 神奈川・ハーモニーホール座間
- 6月16日・17日： 大阪・NHK大阪ホール
- 6月30日： 神奈川・よこすか芸術劇場大ホール

## DVD/Blu-ray
『℃-uteコンサートツアー2012春夏 〜美しくってごめんね〜』（2012年8月15日）
2012年5月4日に中野サンプラザにて行われたコンサートの模様を収録。
1. OPENING
2. 超WONDERFUL!
3. かっちょ良い歌
4. MC1(メンバー紹介)
5. ひとり占めしたかっただけなのに
6. 「愛はいつもいつも」
7. 私立共学（歌：鈴木愛理・岡井千聖・萩原舞）
8. 輝け!放課後（歌：中島早貴）
9. SHOCK!（歌：矢島舞美）
10. MC2
11. 都会のネオンが驚くくらいの美しさがほしい（歌：岡井千聖）
12. 行け!元気君（歌：萩原舞）
13. 美少女心理（歌：鈴木愛理）
14. ★憧れ My STAR★
15. MC3【美しく演じましょう】
16. セブンティーンズVOW（歌：矢島舞美・中島早貴）
17. 二十歳前の女の子
18. 世界一HAPPYな女の子
19. 幸せの途中
20. MC4（矢島・鈴木）
21. Midnight Temptation
22. 都会っ子 純情
23. めぐる恋の季節
24. Danceでバコーン!
25. 青春ソング
26. MC5
27. 君は自転車 私は電車で帰宅
28. ENCORE：ズンタカマーチ〜人らしく生きよう〜
29. ENCORE：MC6
30. ENCORE：いざ、進め! Steady go!

特典映像：昼公演 日替わり曲
07. タイムカプセル（歌：矢島舞美・中島早貴・岡井千聖）
16. As One（歌：鈴木愛理・萩原舞）

## 特記事項
- 「Midnight Temptation」は振り付けにフラッグパフォーマンスを取り入れるため、前奏と間奏を延長し2番を全カットしたスペシャルバージョン。このフラッグパフォーマンスは前奏時と間奏時に行われ、個人のパフォーマンスだけでなくメンバー間で空中投げ渡しも行う本格的なもので、歌が始まる前には所定の位置に置いたハンドマイクと持ち替えを行う。映像ソフトに収録された公演では見事に成功したように見えるよう編集されているが、実際には投げ渡しで空中に放り投げたフラッグをキャッチする際少々失敗しており、他の公演でも度々失敗が見られた。その後℃-uteによるフラッグパフォーマンスはこの年夏の『Hello! Project 誕生15周年記念ライブ2012夏』でも披露されている。
- ツアー千秋楽の最終公演である6月30日・よこすか芸術劇場公演の夜公演はYouTubeにて無料ライブ中継が行われた。またこの公演ではアンコール中のあいさつ時、サプライズゲストとしてBerryz工房が全員で登場、ハロー!プロジェクト・キッズ結成10周年記念日を祝い、「超HAPPY SONG」を披露した。